# نبرد قلعه کانسا
نبرد قلعه کانسا (به ژاپنی: 金砂城の戦い かなさじょうのたたかい) یکی از نبردهای جنگ گنپی بود که در تاریخ ۲۲ نوامبر ۱۱۸۰، در پایان دوره هی‌آن در ولایت هیتاچی (امروزه هیتاچی‌اوتا، ایباراکی، استان ایباراکی) در قلعه نیشی کانسایاما  رخ داد. این نبرد بین میناموتو نو یوریتومو و خاندان ساتاکه هیتاچی بود.